# Madison (Nueva York)
Madison es un pueblo ubicado en el condado de Madison, en el estado estadounidense de Nueva York. Según el censo de 2020, tiene una población de 2,766 habitantes.

## Geografía
Madison se encuentra ubicado en las coordenadas 42°54′3″N 75°30′55″O / 42.90083, -75.51528.

## Demografía
Según la Oficina del Censo en 2000 los ingresos medios por hogar en la localidad eran de $ 35,889 y los ingresos medios por familia eran $41,630. Los hombres tenían unos ingresos medios de $29,487 frente a los $23,750 para las mujeres. La renta per cápita para la localidad era de $18,468. Alrededor del 13% de la población estaban por debajo del umbral de pobreza.